# Jacob-Bellecombette
Jacob-Bellecombette este o comună în departamentul Savoie din sud-estul Franței. În 2009 avea o populație de 4.019 de locuitori.

## Evoluția populației
| An        | 1975  | 1982  | 1990  | 1999  | 2006  | 2009  |
| --------- | ----- | ----- | ----- | ----- | ----- | ----- |
| Populație | 2.410 | 2.420 | 2.592 | 3.584 | 3.885 | 4.019 |